# Pierre de Maillard
Pour un article plus général, voir Abus sexuels dans la Fraternité sacerdotale Saint-Pie-X.
Pierre de Maillard est un prêtre catholique intégriste français membre de la Fraternité sacerdotale Saint-Pie-X. En juin 2023, il est condamné à vingt ans de réclusion pour viol et agressions sexuelles sur vingt-sept enfants devant la cour d’assises de La Roche-sur-Yon en Vendée. 

## Biographie
Pierre de Maillard a été ordonné prêtre en 1993 à Écône, dans le séminaire de la Fraternité sacerdotale Saint-Pie-X. Il officie dans un premier temps au prieuré de Bruxelles. En 1997, il intègre L’Étoile du matin un établissement scolaire à Éguelshardt, en Moselle, puis il rejoint Conflans-Sainte-Honorine dans les Yvelines. De 2004 à 2010, il travaille au prieuré de Nantes, puis il est muté en Vendée.

## Abus sexuels sur mineurs
Le parquet de La Roche-sur-Yon annonce le 15 octobre 2020 l’arrestation et la mise en examen de Pierre de Maillard pour des faits de viols et agressions sexuelles sur mineurs et de corruption de mineurs.
Au moment de cette déclaration, dix-neuf victimes présumées avaient été identifiées et l’enquête était toujours en cours,. Pierre de Maillard travaillait depuis 2010 au prieuré Notre-Dame-du-Rosaire, à Saint-Germain-de-Prinçay, en Vendée et à la chapelle Notre-Dame-de-l'Espérance de La Rochelle où les faits se sont déroulés entre 1995 et 2020,. Les victimes étaient âgées de 12 à 15 ans pour la plupart. Certaines agressions ont visé plusieurs enfants d'une même famille.
Le supérieur du District de France de la Fraternité, Benoît de Jorna, affirme une semaine plus tard dans une déclaration vidéo son souci de transparence et de soutien aux familles affectées. Toutefois, le quotidien La Croix rapporte que Pierre de Maillard avait fait l'objet en interne de plusieurs alertes et de « sanctions disciplinaires pour des comportements inadaptés, ou à connotation sexuelle, et des problèmes de positionnement avec les jeunes ». De ce fait, il était censé être tenu « éloigné des jeunes depuis 2010 en raison de ces signalements », sans qu'aucun signalement n'ait été fait aux autorités civiles. Le même supérieur de district reconnaît sa passivité lorsque, interpellé par une victime qui lui reproche de n'avoir rien fait en dépit d'une dénonciation de sa part dès 2017, il se contente de répondre: « Vous n'aviez qu'à déposer plainte ».

### Procès
Son procès, pour viols et agressions sexuelles sur vingt-sept enfants, seize garçons et onze filles, entre douze et quinze ans au moment des faits, se tient en mai 2023 devant la cour d’assises de La Roche-sur-Yon,. Les faits ont eu lieu entre 1995 et 2020, essentiellement en Vendée.
Pierre de Maillard est condamné, le 2 juin 2023, à vingt ans de réclusion pour viols et agressions sexuelles sur 27 mineurs, avec une peine de sûreté des deux tiers. À sa sortie de prison et pendant dix ans, il fera l’objet d’un suivi sociojudiciaire et d'une obligation de soins. Enfin, il ne pourra exercer une activité auprès de mineurs et résider dans les départements de Vendée et de Charente-Maritime. Selon ses avocats, avant le verdict, le prêtre s'est exprimé en ces termes : « Je m’excuse, pardon, je m’excuse, pardon »,.
Selon la journaliste Sacha Martinez de Ouest-France, trois nouvelles plaintes ont été déposées. Ainsi, après une nouvelle instruction, un second procès pourrait se tenir.